# Tartarogryllus cyrenaicus
Tartarogryllus cyrenaicus är en insektsart som först beskrevs av Werner 1908.  Tartarogryllus cyrenaicus ingår i släktet Tartarogryllus och familjen syrsor. Inga underarter finns listade i Catalogue of Life.